# 빨주노초파남보 (영화)
"빨주노초파남보"는 한국에서 제작된 김수용 감독의 1979년 영화이다. 최경수 등이 주연으로 출연하였고 김원두 등이 제작에 참여하였다.

## 출연

### 주연
- 최경수
- 최우성
- 곽인진
- 윤유선

## 기타
- 원작자: 이재현
- 조명: 장기종
- 녹음: 김성찬
- 소품: 김태욱